# Alex Kingston
Alexandra Elizabeth "Alex" Kingston (født 11. marts 1963) er en engelsk skuespiller kendt for sin rolle som Dr. Elizabeth Corday på NBCs medicinske drama Skadestuen og som River Song i Doctor Who.